# Sport Club Fortuna Köln 1998-1999
Questa voce raccoglie le informazioni riguardanti lo Sport Club Fortuna Köln nelle competizioni ufficiali della stagione 1998-1999.

## Stagione
Nella stagione 1998-1999 il Fortuna Colonia, allenato da Harald Schumacher, concluse il campionato di 2. Bundesliga al 14º posto. In Coppa di Germania il Fortuna Colonia fu eliminato al primo turno dal Kaiserslautern.

## Rosa
| N. |                                 | Ruolo | Calciatore                |
| -- | ------------------------------- | ----- | ------------------------- |
| 1  | Ungheria (bandiera)             | P     | Attila Hajdú              |
| 2  | Ungheria (bandiera)             | D     | Attila Dragóner           |
| 3  | Germania (bandiera)             | C     | Marco Zernicke            |
| 13 | RD del Congo (bandiera)         | A     | Macchambes Younga-Mouhani |
| 15 | Stati Uniti (bandiera)          | A     | Jovan Kirovski            |
| 18 | Germania (bandiera)             | D     | Matthias Mink             |
| 20 | Bosnia ed Erzegovina (bandiera) | C     | Ivica Grlić               |
| 23 | Germania (bandiera)             | P     | Andreas Wessels           |
| 25 | Polonia (bandiera)              | P     | Tomasz Bobel              |
| 36 | Germania (bandiera)             | P     | Maurice Gillen            |
| 6  | Germania (bandiera)             | D     | Markus Kranz              |
| 5  | Germania (bandiera)             | D     | Nico Niedziella           |
| 31 | Ghana (bandiera)                | D     | Hans Sarpei               |
| 17 | Germania (bandiera)             | D     | Hans-Jörg Schneider       |

| N. |                                 | Ruolo | Calciatore         |
| -- | ------------------------------- | ----- | ------------------ |
| 21 | Germania (bandiera)             | D     | Markus Schuler     |
| 32 | Germania (bandiera)             | D     | Marc Spanier       |
| 33 | Armenia (bandiera)              | D     | Harutyun Vardanyan |
| 14 | Germania (bandiera)             | D     | Oliver Westerbeek  |
| 26 | Bosnia ed Erzegovina (bandiera) | C     | Hajrudin Catic     |
| 16 | Germania (bandiera)             | C     | Adam Cichon        |
| 29 | Paesi Bassi (bandiera)          | C     | Giovanni Misaine   |
| 22 | Germania (bandiera)             | C     | Olaf Renn          |
| 8  | Germania (bandiera)             | C     | Rainer Schütterle  |
| 30 | Nigeria (bandiera)              | A     | Festus Agu         |
| 11 | Germania (bandiera)             | A     | Thomas Brdarić     |
| 10 | Germania (bandiera)             | A     | Toralf Konetzke    |
| 9  | Lussemburgo (bandiera)          | A     | Mikhail Zaritski   |

## Organigramma societario
Area tecnica
- Allenatore: Toni Schumacher
- Allenatore in seconda:
- Preparatore dei portieri:
- Preparatori atletici:

## Calciomercato

### Sessione estiva
| Acquisti | Acquisti         | Acquisti            | Acquisti |
| R.       | Nome             | da                  | Modalità |
| -------- | ---------------- | ------------------- | -------- |
| D        | Marc Spanier     | Bayer Leverkusen II |          |
| A        | Festus Agu       | Optik Rathenow      |          |
| P        | Tomasz Bobel     | Śląsk Breslavia     |          |
| D        | Attila Dragóner  | Ferencváros         |          |
| P        | Attila Hajdú     | Ferencváros         |          |
| A        | Jovan Kirovski   | Borussia Dortmund   |          |
| A        | Toralf Konetzke  | Energie Cottbus     |          |
| A        | Mikhail Zaritski | Sporting Mertzig    |          |

| Cessioni | Cessioni           | Cessioni             | Cessioni |
| R.       | Nome               | a                    | Modalità |
| -------- | ------------------ | -------------------- | -------- |
| C        | Heiko Scholz       | Wattenscheid 09      |          |
| C        | Charles Akonnor    | Wolfsburg            |          |
| C        | Dirk de Wit        | Wuppertal            |          |
| A        | Christoph Dengel   | Wuppertal            |          |
| D        | René Hahn          | Alemannia Aquisgrana |          |
| A        | Rainer Krieg       | Karlsruhe            |          |
| D        | Daniel Majstorović | Västerås SK          |          |
| P        | Wolfgang Wiesner   | Wuppertal            |          |

### Sessione invernale
| Acquisti | Acquisti           | Acquisti      | Acquisti |
| R.       | Nome               | da            | Modalità |
| -------- | ------------------ | ------------- | -------- |
| D        | Hans Sarpei        | VfL Rheinbach |          |
| D        | Harutyun Vardanyan | Losanna       |          |

| Cessioni | Cessioni  | Cessioni | Cessioni |
| R.       | Nome      | a        | Modalità |
| -------- | --------- | -------- | -------- |
| C        | Aleš Turk | Maribor  |          |

## Risultati

### 2. Bundesliga

#### Girone di andata
| Arbitro: | Berg |

|                                  |           |             |
| Dragóner 25’ Kirovski 30’ (rig.) | Marcatori | 52’ Leśniak |

| Arbitro: | Gettke |

|            |           |                               |
| Tomčić 90’ | Marcatori | 4’ Brdarić 89’ Younga-Mouhani |

| Arbitro: | Haupt |

|                          |           |          |
| Zernicke 46’ Brdarić 73’ | Marcatori | 43’ Carl |

| Arbitro: | Kammerer |

|                      |           |                         |
| Aračić 17’, 57’, 79’ | Marcatori | 2’ Brdarić 55’ Konetzke |

| Arbitro: | Gagelmann |

|             |           |                                       |
| Brdarić 10’ | Marcatori | 19’ van Lent 38’ Türr 61’, 62’ Möckel |

| Bochum 11 settembre 1998, ore 19:00 CEST 6ª giornata | Wattenscheid 09 | 0 – 0 referto | Fortuna Colonia | Lohrheidestadion (2 196 spett.)\| Arbitro: \| Perl \| |
| Arbitro:                                             | Perl            |               |                 |                                                       |

| Arbitro: | Schößling |

|  |           |           |
|  | Marcatori | 42’ Krieg |

| Arbitro: | Wendorf |

|                       |           |                |
| Reina 2’ Labbadia 59’ | Marcatori | 23’ Schütterle |

| Arbitro: | Heynemann |

|                                           |           |                    |
| Brdarić 10’, 45’ Grlić 18’ Schütterle 77’ | Marcatori | 70’, 85’ Gaißmayer |

| Arbitro: | Ortola-Knopp |

|                                   |           |  |
| Zeiler 36’ Seitz 60’ Ahanfouf 74’ | Marcatori |  |

| Arbitro: | Lange |

|                                      |           |  |
| Kirovski 62’ Younga-Mouhani 89’, 90’ | Marcatori |  |

| Arbitro: | Sippel |

|                                    |           |                                    |
| Zdrilić 16’ Kinkel 61’ Trkulja 75’ | Marcatori | 5’ Younga-Mouhani 39’, 70’ Brdarić |

| Arbitro: | Hauer |

|                                   |           |  |
| Younga-Mouhani 23’ Schütterle 52’ | Marcatori |  |

| Amburgo 15 novembre 1998, ore 15:00 CET 14ª giornata | St. Pauli | 0 – 0 referto | Fortuna Colonia | Millerntor-Stadion (11 526 spett.)\| Arbitro: \| Scheppe \| |
| Arbitro:                                             | Scheppe   |               |                 |                                                             |

| Arbitro: | Schmidt |

|                                         |           |  |
| Renn 13’ Brdarić 18’ Younga-Mouhani 84’ | Marcatori |  |

| Oberhausen 29 novembre 1998, ore 15:00 CET 16ª giornata | RW Oberhausen | 0 – 0 referto | Fortuna Colonia | Niederrheinstadion (3 600 spett.)\| Arbitro: \| Kircher \| |
| Arbitro:                                                | Kircher       |               |                 |                                                            |

| Arbitro: | Blumenstein |

|                                          |           |                              |
| Kranz 18’ Brdarić 34’ Younga-Mouhani 72’ | Marcatori | 50’ Stendel 73’ Scharpenberg |

#### Girone di ritorno
| Arbitro: | Meyer |

|                        |           |                                 |
| Dobrovol'skij 17’, 49’ | Marcatori | 11’ (rig.) Schütterle 64’ Grlić |

| Arbitro: | Wack |

|                      |           |             |
| von Ahlen 74’ (aut.) | Marcatori | 68’ Scherbe |

| Arbitro: | Wendorf |

|                           |           |                       |
| Raspe 68’ (rig.) Aziz 88’ | Marcatori | 73’ Renn 84’ Konetzke |

| Arbitro: | Kinhöfer |

|                    |           |                           |
| Younga-Mouhani 43’ | Marcatori | 27’, 60’ Copado 90’ Kocak |

| Arbitro: | Weiner |

|                                    |           |  |
| van Lent 31’, 53’, 75’, 82’ (rig.) | Marcatori |  |

| Arbitro: | Wack |

|              |           |                               |
| Vardanyan 9’ | Marcatori | 22’ Feinbier 73’ (rig.) Stark |

| Arbitro: | Anklam |

|                                              |           |                          |
| Krieg 33’, 51’, 88’ (rig.) Sarpei 90’ (aut.) | Marcatori | 71’ Brdarić 90’ Konetzke |

| Arbitro: | Kammerer |

|                |           |              |
| Westerbeek 32’ | Marcatori | 28’ Labbadia |

| Arbitro: | Berg |

|  |           |                                           |
|  | Marcatori | 22’ Westerbeek 58’ Spanier 69’ Schütterle |

| Arbitro: | Lange |

|  |           |                            |
|  | Marcatori | 83’ Hertl 87’ (aut.) Bobel |

| Arbitro: | Hufgard |

|                                       |           |                                                 |
| Hecking 10’ Rasiejewski 34’ Blank 58’ | Marcatori | 17’ Brdarić 52’ (aut.) Dworschak 84’ Westerbeek |

| Arbitro: | Schütz |

|                      |           |                      |
| Brdarić 53’ Renn 85’ | Marcatori | 21’ Góra 47’ Pleuler |

| Arbitro: | Margenberg |

|                |           |          |
| Herzberger 73’ | Marcatori | 58’ Renn |

| Arbitro: | Scheppe |

|                    |           |            |
| Younga-Mouhani 90’ | Marcatori | 79’ Lotter |

| Arbitro: | Werthmann |

|                             |           |  |
| Bittencourt 45’ Miriuță 54’ | Marcatori |  |

| Colonia 13 giugno 1999, ore 15:00 CEST 33ª giornata | Fortuna Colonia | 0 – 0 referto | RW Oberhausen | Südstadion (4 500 spett.)\| Arbitro: \| Sippel \| |
| Arbitro:                                            | Sippel          |               |               |                                                   |

| Arbitro: | Wack |

|                                |           |                  |
| Scharpenberg 13’ Omodiagbe 82’ | Marcatori | 71’ (aut.) Halat |

### Coppa di Germania
| Arbitro: | Strampe |

|                    |           |                               |
| Younga-Mouhani 45’ | Marcatori | 11’ Rösler 72’, 90’ Marschall |

## Statistiche

### Statistiche di squadra
| Competizione      | Punti | In casa | In casa | In casa | In casa | In casa | In casa | In trasferta | In trasferta | In trasferta | In trasferta | In trasferta | In trasferta | Totale | Totale | Totale | Totale | Totale | Totale | DR |
| Competizione      | Punti | G       | V       | N       | P       | Gf      | Gs      | G            | V            | N            | P            | Gf           | Gs           | G      | V      | N      | P      | Gf     | Gs     | DR |
| ----------------- | ----- | ------- | ------- | ------- | ------- | ------- | ------- | ------------ | ------------ | ------------ | ------------ | ------------ | ------------ | ------ | ------ | ------ | ------ | ------ | ------ | -- |
| 2. Bundesliga     | 40    | 17      | 7       | 5       | 5       | 27      | 23      | 17           | 2            | 8            | 7            | 22           | 32           | 34     | 9      | 13     | 12     | 49     | 55     | -6 |
| Coppa di Germania | -     | 1       | 0       | 0       | 1       | 1       | 3       | 0            | 0            | 0            | 0            | 0            | 0            | 1      | 0      | 0      | 1      | 1      | 3      | -2 |
| Totale            | 40    | 18      | 7       | 5       | 6       | 28      | 26      | 17           | 2            | 8            | 7            | 22           | 32           | 35     | 9      | 13     | 13     | 50     | 58     | -8 |

### Andamento in campionato
| Giornata  | 1 | 2 | 3 | 4 | 5 | 6 | 7  | 8  | 9 | 10 | 11 | 12 | 13 | 14 | 15 | 16 | 17 | 18 | 19 | 20 | 21 | 22 | 23 | 24 | 25 | 26 | 27 | 28 | 29 | 30 | 31 | 32 | 33 | 34 |
| --------- | - | - | - | - | - | - | -- | -- | - | -- | -- | -- | -- | -- | -- | -- | -- | -- | -- | -- | -- | -- | -- | -- | -- | -- | -- | -- | -- | -- | -- | -- | -- | -- |
| Luogo     | C | T | C | T | C | T | C  | T  | C | T  | C  | T  | C  | T  | C  | T  | C  | T  | C  | T  | C  | T  | C  | T  | C  | T  | C  | T  | C  | T  | C  | T  | C  | T  |
| Risultato | V | V | V | P | P | N | P  | P  | V | P  | V  | N  | V  | N  | V  | N  | V  | N  | N  | N  | P  | P  | P  | P  | N  | V  | P  | N  | N  | N  | N  | P  | N  | P  |
| Posizione | 5 | 2 | 3 | 4 | 6 | 9 | 10 | 10 | 9 | 10 | 8  | 9  | 8  | 8  | 7  | 7  | 7  | 7  | 7  | 7  | 8  | 9  | 9  | 10 | 11 | 9  | 9  | 10 | 10 | 11 | 11 | 13 | 13 | 14 |

Legenda:

Luogo: C = Casa; T = Trasferta. Risultato: V = Vittoria; N = Pareggio; P = Sconfitta.

### Statistiche dei giocatori
| Giocatore         | 2. Bundesliga | 2. Bundesliga | 2. Bundesliga | 2. Bundesliga | Coppa di Germania | Coppa di Germania | Coppa di Germania | Coppa di Germania | Totale   | Totale | Totale      | Totale     |
| Giocatore         | Presenze      | Reti          | Ammonizioni   | Espulsioni    | Presenze          | Reti              | Ammonizioni       | Espulsioni        | Presenze | Reti   | Ammonizioni | Espulsioni |
| ----------------- | ------------- | ------------- | ------------- | ------------- | ----------------- | ----------------- | ----------------- | ----------------- | -------- | ------ | ----------- | ---------- |
| F. Agu            | 7             | 0             | 1             | 0             | 0                 | 0                 | 0                 | 0                 | 7        | 0      | 1           | 0          |
| T. Bobel          | 27            | 0             | 0             | 0             | 0                 | 0                 | 0                 | 0                 | 27       | 0      | 0           | 0          |
| T. Brdarić        | 29            | 13            | 5             | 1             | 0                 | 0                 | 0                 | 0                 | 29       | 13     | 5           | 1          |
| H. Catic          | 20            | 0             | 2             | 0             | 0                 | 0                 | 0                 | 0                 | 20       | 0      | 2           | 0          |
| A. Cichon         | 9             | 0             | 1             | 0             | 0                 | 0                 | 0                 | 0                 | 9        | 0      | 1           | 0          |
| A. Dragóner       | 22            | 1             | 6             | 2             | 1                 | 0                 | 0                 | 0                 | 23       | 1      | 6           | 2          |
| M. Gillen         | 0             | 0             | 0             | 0             | 0                 | 0                 | 0                 | 0                 | 0        | 0      | 0           | 0          |
| I. Grlić          | 32            | 2             | 7             | 1             | 1                 | 0                 | 0                 | 0                 | 33       | 2      | 7           | 1          |
| A. Hajdú          | 7             | 0             | 0             | 0             | 1                 | 0                 | 0                 | 0                 | 8        | 0      | 0           | 0          |
| J. Kirovski       | 23            | 2             | 3             | 0             | 1                 | 0                 | 0                 | 0                 | 24       | 2      | 3           | 0          |
| T. Konetzke       | 18            | 3             | 3             | 0             | 1                 | 0                 | 0                 | 0                 | 19       | 3      | 3           | 0          |
| M. Kranz          | 25            | 1             | 11            | 1             | 1                 | 0                 | 0                 | 0                 | 26       | 1      | 11          | 1          |
| M. Mink           | 14            | 0             | 2             | 0             | 0                 | 0                 | 0                 | 0                 | 14       | 0      | 2           | 0          |
| G. Misaine        | 0             | 0             | 0             | 0             | 0                 | 0                 | 0                 | 0                 | 0        | 0      | 0           | 0          |
| N. Niedziella     | 9             | 0             | 4             | 0             | 1                 | 0                 | 0                 | 1                 | 10       | 0      | 4           | 1          |
| O. Renn           | 34            | 4             | 4             | 0             | 1                 | 0                 | 1                 | 0                 | 35       | 4      | 5           | 0          |
| H. Sarpei         | 12            | 0             | 2             | 1             | 0                 | 0                 | 0                 | 0                 | 12       | 0      | 2           | 1          |
| H. Schneider      | 15            | 0             | 2             | 0             | 0                 | 0                 | 0                 | 0                 | 15       | 0      | 2           | 0          |
| H. Scholz         | 11            | 0             | 4             | 0             | 0                 | 0                 | 0                 | 0                 | 11       | 0      | 4           | 0          |
| M. Schuler        | 11            | 0             | 0             | 0             | 0                 | 0                 | 0                 | 0                 | 11       | 0      | 0           | 0          |
| R. Schütterle     | 29            | 5             | 10            | 0             | 1                 | 0                 | 0                 | 0                 | 30       | 5      | 10          | 0          |
| M. Spanier        | 15            | 1             | 4             | 0             | 0                 | 0                 | 0                 | 0                 | 15       | 1      | 4           | 0          |
| A. Turk           | 2             | 0             | 1             | 0             | 0                 | 0                 | 0                 | 0                 | 2        | 0      | 1           | 0          |
| H. Vardanyan      | 15            | 1             | 4             | 1             | 0                 | 0                 | 0                 | 0                 | 15       | 1      | 4           | 1          |
| A. Wessels        | 0             | 0             | 0             | 0             | 0                 | 0                 | 0                 | 0                 | 0        | 0      | 0           | 0          |
| O. Westerbeek     | 27            | 3             | 3             | 0             | 1                 | 0                 | 1                 | 0                 | 28       | 3      | 4           | 0          |
| M. Younga-Mouhani | 29            | 9             | 1             | 0             | 1                 | 1                 | 0                 | 0                 | 30       | 10     | 1           | 0          |
| M. Zaritski       | 7             | 0             | 0             | 0             | 0                 | 0                 | 0                 | 0                 | 7        | 0      | 0           | 0          |
| M. Zernicke       | 11            | 1             | 3             | 0             | 1                 | 0                 | 0                 | 0                 | 12       | 1      | 3           | 0          |